# マイアミ2017
「マイアミ2017」（原題：Miami 2017 (Seen the Lights Go Out on Broadway)）はビリー・ジョエルが作詞・作曲・スタジオ録音し、彼の1976年のアルバム『ニューヨーク物語』の末尾に収録された曲。ライブ音源もいくつかリリースされている。彼はこの曲をいくつかのチャリティ・イベントで披露している。例えばアメリカ同時多発テロ事件の被害者のために開かれた2001年のイベント「The Concert for New York City」やハリケーン・サンディの被災者のために放送された2012年のテレビ番組「Hurricane Sandy: Coming Together」およびコンサート「12-12-12: The Concert for Sandy Relief」で演奏された。ジョエルはライブ演奏の時に歌詞を少しいじることがあり、特にコンサート「Live at Shea and Coming Together」ではそうである。

## 背景
ジョエルは短期間過ごしたロサンゼルスでアルバム『ピアノ・マン』と『ストリートライフ・セレナーデ』を製作し、故郷のニューヨークに戻ったのちに『ニューヨーク物語』をリリースした。アルバムの「さよならハリウッド」や「ニューヨークの想い」などには、この生活環境の変化が反映されている。
ジョエルはアルバム末尾の「マイアミ2017」について、ニューヨークで起こる大破壊を歌った“SFソング”と表現し、元は1970年代のニューヨーク市の財政破綻を巡る論争にインスパイアされた曲だと語っている。ジョエルが2001年にペンシルベニア大学で語ったところによると、ニューヨーク市が財政破綻の危機に瀕していた1975年に彼はロサンゼルスでこの曲を書いた。当時、破綻一歩手前のニューヨーク市は連邦政府に援助を求めたが、断られ、ニューヨーク・デイリーニューズ紙でかの有名な見出し「Ford to City: Drop Dead」（フォード大統領からニューヨーク市へ：さっさとくたばれ）が踊っていた。
当時ロサンゼルスの人々は元ニューヨーカーも含めてニューヨークの混乱を嘲笑っていが、ジョエルは「もしニューヨークが廃墟になったら、ニューヨークに帰ろうかな」と考えていた。「マイアミ2017」はそのニューヨークの大破壊を描き、ジョエルは「摩天楼は崩れ落ち、恐ろしい大火がニューヨークを襲う」と説明している。「マイアミ2017」というタイトルは、大破壊後に多くのニューヨーカーがマイアミに隠退し、曲の語り手が2017年になって孫へ当時の惨状を語って聞かせる、という曲の世界観からきている。なお、その2017年にはマイアミ近郊のフロリダ州サンライズでのカウントダウンライブで新年を迎えた直後の蛍の光に続いて演奏し大喝采を浴びた。

## 評価
『ローリング・ストーン』誌がジョエルのライブ・アルバム『ソングズ・イン・ジ・アティック』をレビューした際、ティモシー・ホワイトは次のように書いた。
ニューヨークのラジオ局 WNEW-FM は、トーク番組を拡充するため1998年にロック主体の番組構成を取り止めたが、DJ のキャロル・ミラーは自分の番組の最後の曲のひとつとして、ジミ・ヘンドリックス版のアメリカ国歌と共に、「マイアミ2017」を選んだ。
ジョエルが2010年にリリースし、「マイアミ2017」が収録されなかったコンピレーション・アルバム『The Hits』について、マイク・ドイルはレビューで次のように書いた。

## 同時多発テロ事件以降の象徴性
この曲ではニューヨークを襲う破局の一つとして、そのシンボルである高層ビルの破壊が「エンパイア・ステート・ビルディングが倒れるのを見た」と歌われる。そして歌い手は「巨大な摩天楼が崩れ落ちるのを見た」と回想する。2001年9月11日の同時多発テロ事件の際、テロリストにハイジャックされた2機の旅客機がニューヨークで最も高かった世界貿易センタービルの2棟にそれぞれ体当たりし、いずれのビルも崩壊して3000人近くが犠牲になった。
事件からほどなくして開かれた2001年10月20日のチャリティ・コンサートで、ジョエルはこの曲を演奏した。そして曲の最後に「私は25年前にこの曲を作った。この曲はこのまま空想の歌になっていくのだろうと思っていた。まさか現実のことになろうとは。しかしこの曲の結末とは違い、我々はどこにも逃げたりしない！」と表明し、大喝采を浴びた。

## カバー
この曲は1993年にリチャード・マークスがカバーし、アルバム『Paid Vacation』のインターナショナル・バージョンのボーナストラックとしてリリースされた。
この曲は、ジョエルの曲をフィーチャーしたジュークボックス・ミュージカル『Movin' Out』のシカゴでの初演で使用されたが、ブロードウェイ・シアターでの本公演では省かれた。

## ライブ演奏
ライブ演奏は8種がメディア化されている。
| アルバム/DVD                              | リリース | 演奏           | 場所                             | 摘要                                                           |
| ----------------------------------------- | -------- | -------------- | -------------------------------- | -------------------------------------------------------------- |
| Songs in the Attic                        | 1981年   | 1980年6月      | マディソン・スクエア・ガーデン   | 冒頭の曲                                                       |
| Billy Joel: Live at Yankee Stadium        | 1990年   | 1990年6月      | ヤンキー・スタジアム             |                                                                |
| The Concert for New York City             | 2001年   | 2001年10月22日 | マディソン・スクエア・ガーデン   | 9/11 チャリティコンサート                                      |
| 12 Gardens Live                           | 2006年   | 2006年         | マディソン・スクエア・ガーデン   |                                                                |
| Last Play at Shea （DVD と CD）           | 2008年   | 2008年         | シェイ・スタジアム               | シェイ・スタジアムとニューヨーク・メッツに触れるよう歌詞を変更 |
| The Stranger 30th Anniversary Edition     | 2008年   | 1977年6月      | カーネギー・ホール               |                                                                |
| The Stranger 30th Anniversary Edition DVD | 2008年   | 1978年         | BBC の The Old Grey Whistle Test | BBC 2 で一度のみ放送                                           |
| 12-12-12: The Concert for Sandy Relief    | 2012年   | 2012年12月12日 | マディソン・スクエア・ガーデン   | ハリケーン・サンディのチャリティコンサート                     |